# Kevin Pangos
Kevin Joseph Pangos (Holland Landing, Ontario, 25 de enero de 1993) es un jugador de baloncesto canadiense, con nacionalidad eslovena, que juega en el Napoli Basket de la Lega Basket Serie A. Con 1,88 metros de altura, ocupa la posición de base.

## Trayectoria

### Universidad
Formado en el instituto en Newmarket, Ontario, al norte de Toronto, desde muy joven se le consideraba como el "nuevo Steve Nash". Inicia su periplo universitario en Gonzaga donde obtuvo el campeonato de la Conferencia de la Costa Oeste -incluso disputó la final a 8- y varios premios individuales -mejor jugador, récord de triples y mejor porcentaje-. Promedió 13 puntos, 3 rebotes, 4 asistencias y 1 recuperación por partido en las cuatro temporadas que jugó en los "Bulldogs".

### Profesional

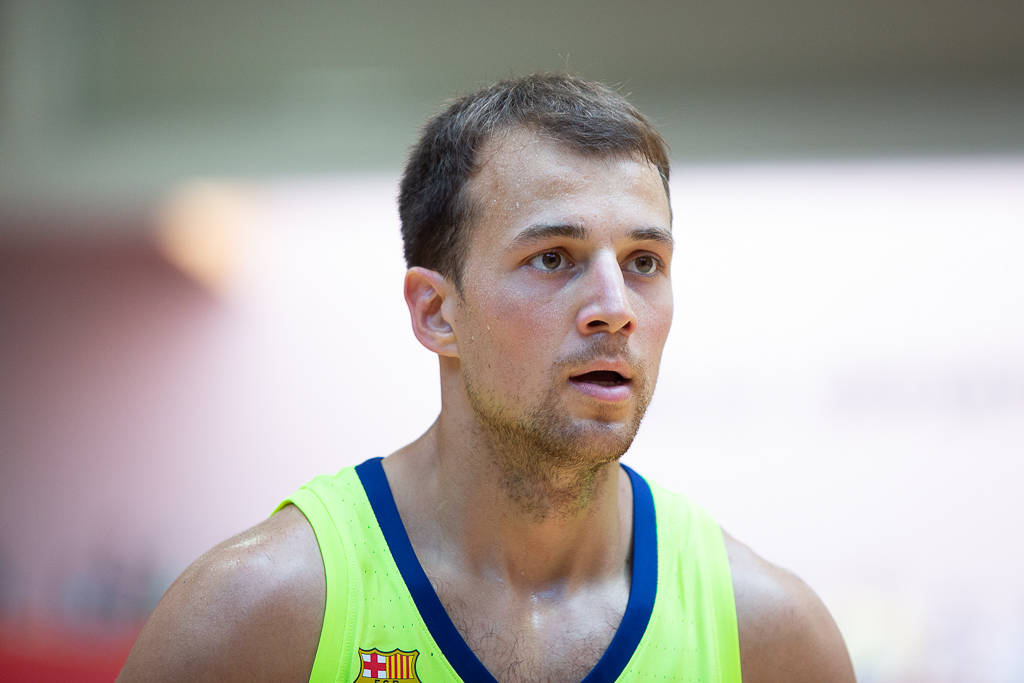
Pangos jugando con el Barça Lassa en 2018.

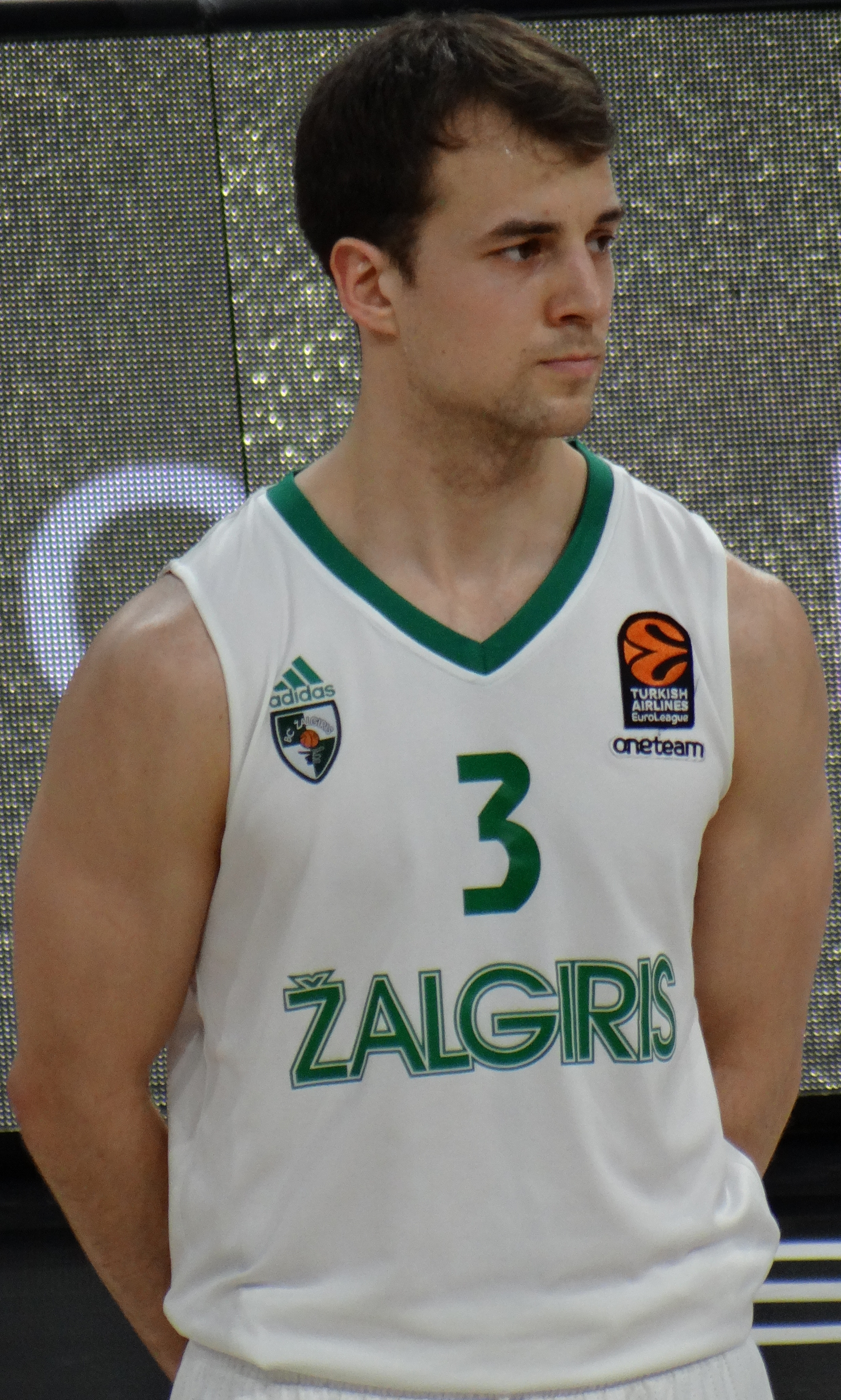
Pangos con BC Žalgiris en 2018.

Sin embargo, su brillante trayectoria con los Bulldogs no fue suficiente para entrar en el draft de la NBA de 2015 ni para garantizarle un contrato en la NBA, por lo que decidió emprender su primera incursión profesional en Europa. El 22 de julio de 2015 firmó un contrato por dos años con el Club Baloncesto Gran Canaria. Tras solo una temporada en el equipo canario ejerció su cláusula de salida fichando por el Žalgiris Kaunas por una temporada más otra opcional.
Tras dos temporadas en el conjunto lituano, en julio de 2018 ficha por el F. C. Barcelona por dos años.
En julio de 2020, se hace oficial su fichaje por el Zenit de San Petersburgo de la VTB United League.
El 9 de septiembre de 2021 firmó contrato  por los Cleveland Cavaliers por dos temporadas y un total de 3,5 millones de dólares. Pero el 19 de febrero de 2022, tras 24 encuentros, es cortado por los Cavs. El 23 de febrero firma con CSKA de Moscú.
El 27 de julio de 2022 se hace oficial su contratación por el Olimpia Milano de la Lega Basket Serie A.Tras ser apartado por Ettore Messina del equipo todo el inicio de la temporada 2023-24, decide romper su contrato para así fichar por Valencia Basket.
El 28 de diciembre de 2023 firma con el Valencia Basket de la Liga Endesa, equipo con el que es presentado el 3 de enero de 2024. El 14 de junio se anuncia su salida del conjunto taronja tras 12 disputar partidos y promediar 3,9 puntos y 2,8 rebotes en 14:20 minutos de juego.
El 2 de agosto de 2024, firma por el Napoli Basket de la Lega Basket Serie A.[cita requerida]

## Estadísticas de su carrera en la NBA

### Temporada regular
| Año     | Equipo    | PJ | PT | MPP | %TC  | %3P  | %TL  | RPP | APP | ROB | TPP | PPP |
| ------- | --------- | -- | -- | --- | ---- | ---- | ---- | --- | --- | --- | --- | --- |
| 2021-22 | Cleveland | 24 | 3  | 6.9 | .326 | .231 | .750 | .5  | 1.3 | .1  | .0  | 1.6 |
| Total   | Total     | 24 | 3  | 6.9 | .326 | .231 | .750 | .5  | 1.3 | .1  | .0  | 1.6 |

## Logros y reconocimientos

### Clubes
- Liga de Lituania (2): 2017 y 2018
- Copa del Rey Mindaugas (2): 2017 y 2018
- Copa del Rey (1): 2019

### Consideraciones individuales
- Quinteto Ideal de la Euroliga (2):
  - Primer Quinteto (1): 2021
  - Segundo Quinteto (1): 2018
- Quinteto Ideal de la Eurocup (1):
  - Segundo Quinteto (1): 2016
- Jugador del Año de la West Coast Conference (1): 2015
- Quinteto de la West Coast Conference (4)
  - Primer Quinteto (4): 2012, 2013, 2014 y 2015
- All-American AP Team (1):
  - Tercer Quinteto (1): 2015